# Casa de Farnesio

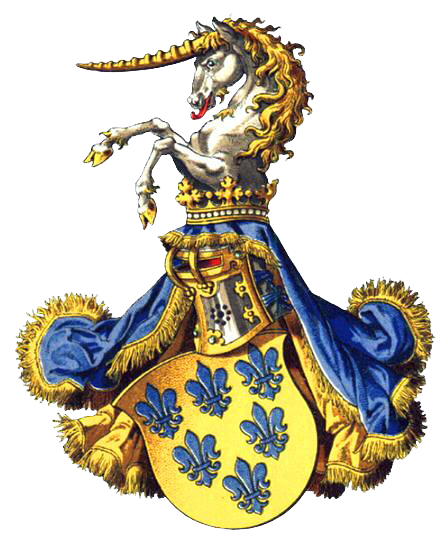
Armas como Duques de Parma.

La Casa de Farnesio (en italiano: Farnese) fue una influyente familia italiana de la aristocracia que ostentó el ducado de Parma entre 1545 y 1731. Sus importantes miembros incluyeron al Papa Pablo III y los Duques de Parma. 
El encumbramiento de los Farnesio y su enlace con las más ilustres familias romanas tuvo lugar en tiempos de Ranuccio Farnese, el Viejo, protegido del papa Eugenio IV. Ranuccio casó a su hijo Gabrielle Francesco con Isabella Orsini, y a su hijo Pier Luigi, continuador de la estirpe, con Giovanella Caetani. De ese matrimonio nacieron el que sería Papa Pablo III y Julia Farnesio.
Entre los siglos XVI y XVII los Farnesio se distinguieron por su protección a las artes, a ellos se debe la construcción o adquisición, del Palacio Farnesio en Roma, la Villa Farnesio en Caprarola, la Iglesia del Gesù en Roma y el Palacio de la Pilotta en Parma, actualmente Galería Nacional de Parma, y los artefactos antiguos incluyen los Mármoles Farnese. 
El último Farnesio soberano de Parma fue Antonio Farnesio (1679- 1731); al morir sin sucesión directa, el ducado pasó al hijo de su sobrina Isabel Farnesio y del monarca español Felipe V, el entonces infante Carlos de Borbón y que posteriormente se convertiría en rey de España.

## Historia
Los orígenes de la familia se remontan aproximadamente al año 984 d. C. y tomaron su nombre de una de sus posesiones feudales más antiguas: Castrum Farneti. Ha habido cierto debate sobre los orígenes del nombre Farnesi/Farnese. Algunos sugieren que deriva del nombre vernáculo de un roble que se encuentra en la región, Farnia (Quercus robur), pero otros han sostenido que el nombre debe su origen a Fara, un término de origen lombardo que se utiliza para denotar un grupo social particular.
En el siglo XII, se registran como feudatarios menores en las áreas de Tuscania y Orvieto, varios miembros que ocupan cargos políticos en esta última comuna. Un Pietro derrotó a los gibelinos toscanos en 1110 y, muy probablemente, luchó contra los Italo-normandos en 1134. Su hijo Prudenzio fue cónsul en Orvieto y derrotó a los gibelinos de Orvieto respaldados por Siena; otro Pietro defendió la ciudad contra el emperador Enrique VI. En 1254, un tal Ranuccio derrotó a las tropas de Todi y luchó por el Papa Urbano IV contra Manfredo de Sicilia. Su hijo Niccolò estaba en el ejército de Guelph en la Batalla de Benevento (1266).
Los Farnesio regresaron a Tuscia (sur de Toscana-norte de Lazio) en 1319, cuando adquirieron Farnese, Ischia di Castro y los castillos de Sala y San Savino. En 1354, el cardenal Albornoz, a cambio de la ayuda de la familia en la guerra contra los barones alborotadores papales, les dio el territorio de Valentano. En este período lucharon contra los feroces rivales papales, los Prefetti di Vico.
En 1362, Pietro Farnese era comandante en jefe del ejército florentino contra Pisa en la guerra de Volterra. Seis años más tarde Niccolò Farnese salvó al Papa Urbano V del ataque de Juan de Vico, primero en el castillo de Viterbo y luego en el de Montefiascone. La lealtad a la causa papal significó que a los Farnesio se les concediera la confirmación de sus posesiones en el norte del Lacio y se les otorgara una serie de privilegios que los elevaron al mismo nivel que los barones romanos más antiguos y poderosos de la época, como los Savelli, Orsini, Monaldeschi y Sforza de Santa Fiora.

## Lista de los miembros más importantes de la familia Farnesio

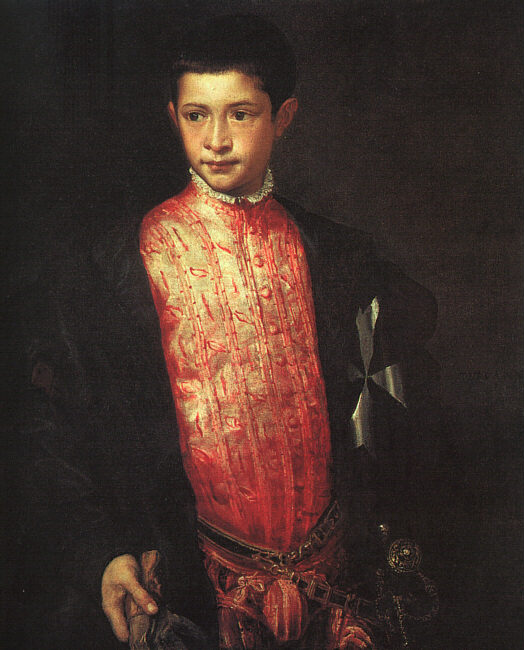
Cardenal Ranuccio Farnese (Obra de Tiziano, 1542, Galería Nacional de Arte, Washington D. C..

- Pietro Farnese (datos desconocidos).
- Ranuccio Farnese (1390-1450).
- Pietro Luigi Farnese (padre) (1435-1487).
- Papa Pablo III, nacido Alessandro Farnese (1468-1549).
- Giulia Farnese, (1474-1524), amante del Papa Alejandro VI y superior de su hermano Alessandro Farnese.
- Pietro Luigi Farnese, primer Duque de Parma (1503-1547).
- Alessandro Farnese, Cardenal (1520-1589).
- Ottavio Farnese, segundo Duque de Parma (1524-1586).
- Ranuccio Farnese, cardenal (1530-1565).
- Alejandro Farnesio, tercer Duque de Parma (1545-1592).
- Ranuccio I Farnese, cuarto Duque de Parma (1569-1622).
- Edoardo I Farnese, quinto Duque de Parma (1612-1646).
- Ranuccio II Farnese, sexto Duque de Parma (1630-1694).
- Francesco Farnese, séptimo Duque de Parma (1678-1727).
- Antonio Farnese, octavo Duque de Parma (1679-1731).
- Elisabetta Farnese, Reina consorte de España, segunda esposa del Rey Felipe V y madre de Carlos III (1692-1766).

## Genealogía

### Tronco común de la Rama Farnesio (1100-1549)
1. Nicolás Farnesio
  1. Pedro Farnesio
  2. Ranuccio Farnesio
    1. Pedro de Montalto
      1. Ranuccio Farnesio (1390-1450)
        1. Gabriel Farnesio

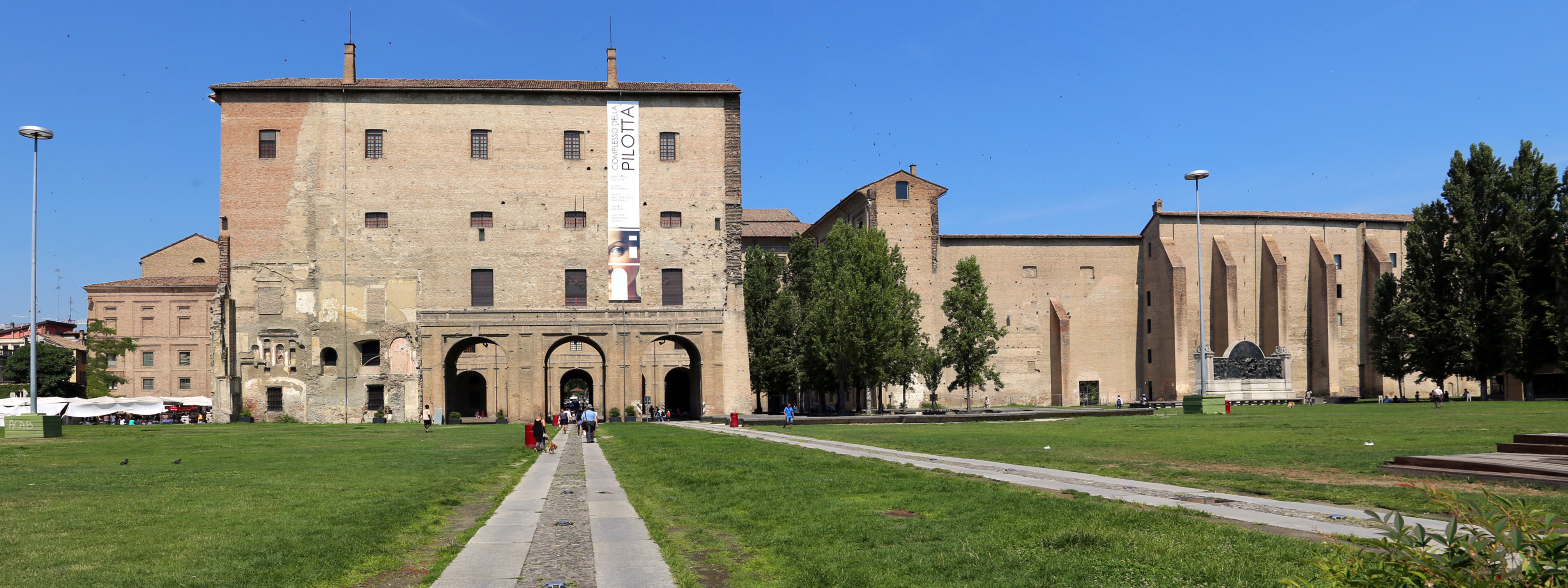
El Palacio Farnesio de la Pilotta en Parma.

        2. Pedro Luis Farnesio (1435-1487)
          1. Bartolomé de Montalto
          2. Julia Farnesio (1474-1524)
          3. Alejandro Farnesio (1468-1549), Papa Pablo III

### Rama lateral de los Farnesio (1549-1622), primera parte
1. Alejandro Farnesio, Papa Pablo III (1468-1549)
  1. Pedro Luis Farnesio (1503-1547), primer duque de Parma
    1. Alejandro Farnesio (1520-1589)
    2. Octavio Farnesio (1524-1586)
      1. Alejandro Farnesio (1545-1592) 
        1. Margarita Farnesio (1567-1643)
        2. Ranuccio I Farnesio (1569-1622)
        3. Eduardo Farnesio (1573-1626)

    3. Horacio Farnesio († 1553)
    4. Ranuccio Farnesio (1530-1556)
    5. Victoria Farnesio (1513-1574)

  2. Ranuccio Farnesio († 1529)
  3. Costanza Farnesio

### Rama lateral de los Farnesio (1569-1766), segunda parte
1. Ranuccio I Farnesio (1569-1622) 
  1. Alejandro Farnesio (1610-1630)
  2. Eduardo I Farnesio (1612-1646) 

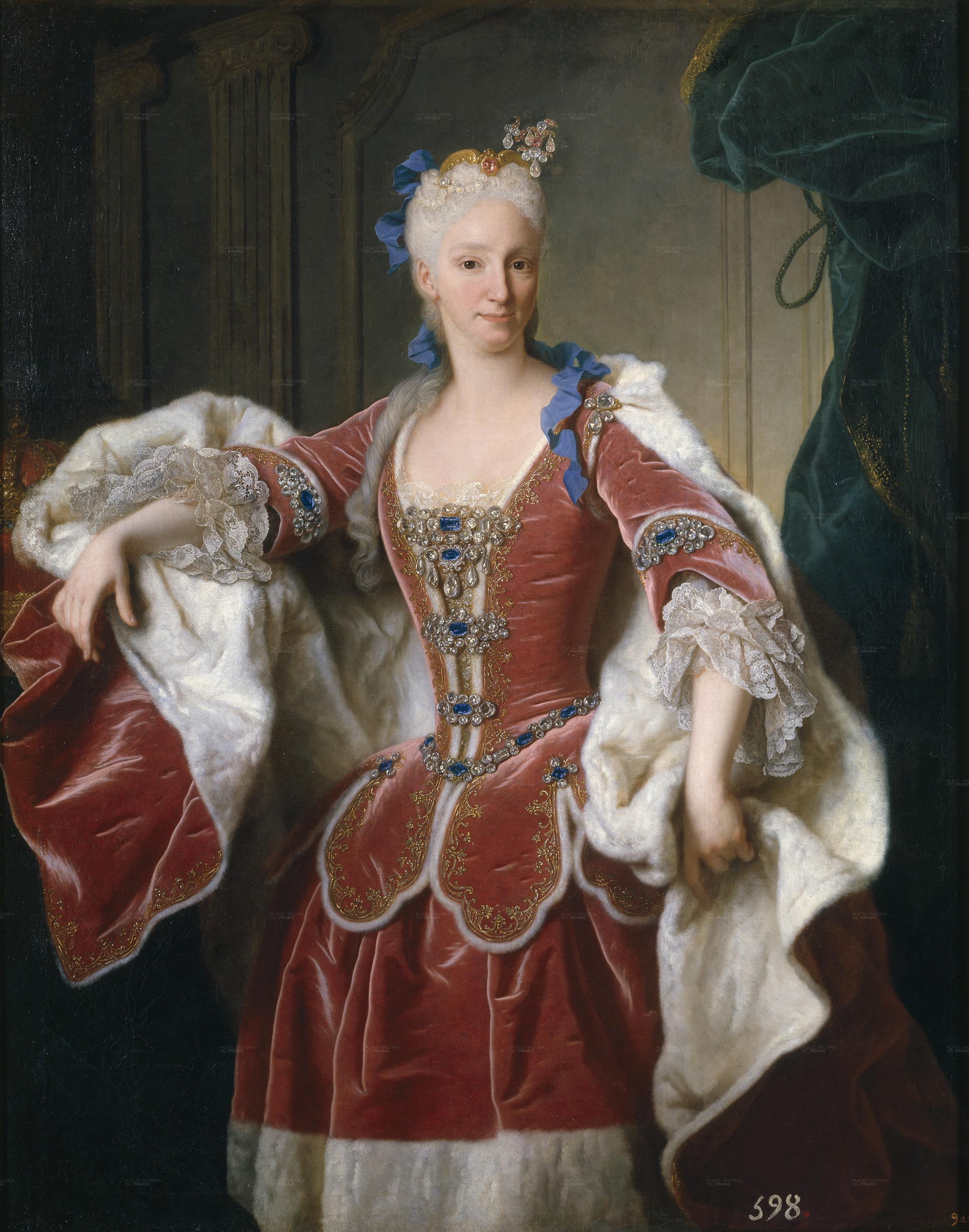
Isabel Farnesio, reina consorte de Felipe V de España.

    1. Ranuccio II Farnesio (1630-1694)
      1. Margarita Farnesio (1664-1718)
      2. Odoardo II Farnesio (1666-1693) 
        1. Isabel Farnesio (1692-1766)

      3. Francisco Farnesio (1678-1727)
      4. Antonio Farnesio (1679-1731)

    2. Alejandro Farnesio (1635-1689)
    3. Horacio Farnesio (1636-1656)
    4. Pedro Farnesio (1639-1677)

  3. María Farnesio (1615-1646)
  4. Victoria Farnesio (1618-1649)
  5. Francisco Maria Farnesio (1620-1647)